# Abakans stift
Abakans stift, (ryska: Абаканская епархия; translitteration: Abakanskaja eparhija; kyrkslaviska: Абаканскаѧ є҆па́рхїѧ) tidigare Abakans och Kyzyls stift, är ett stift i den Rysk-ortodoxa kyrkan som håller till i delrepubliken Chakassien, i södra Sibirien, i Ryssland.

## Historik
Abakans stift grundades år 1995, men som Abakans och Kyzyls stift, genom beslut av den Rysk-ortodoxa kyrkans synod och kyrkans dåvarande patriark, Aleksij II.
Den 29 december 1999 blev biskop Ionafan Tsvetkov av Juzjno-Sachalinsk och Kurilerna utnämnd till stiftets biskop.
Omkring den 5 och 6 oktober 2011 splittrades stiftet, vilket innebar att stiftet heter idag Abakans stift.
Stiftets nuvarande (2024) biskop är ärkebiskop Jonathan (född som Igor Vasiljevitj Tsvetkov).

## Utbredning
Stiftet har 80 församlingar, 61 kyrkor och 4 kapell.

## Bilder

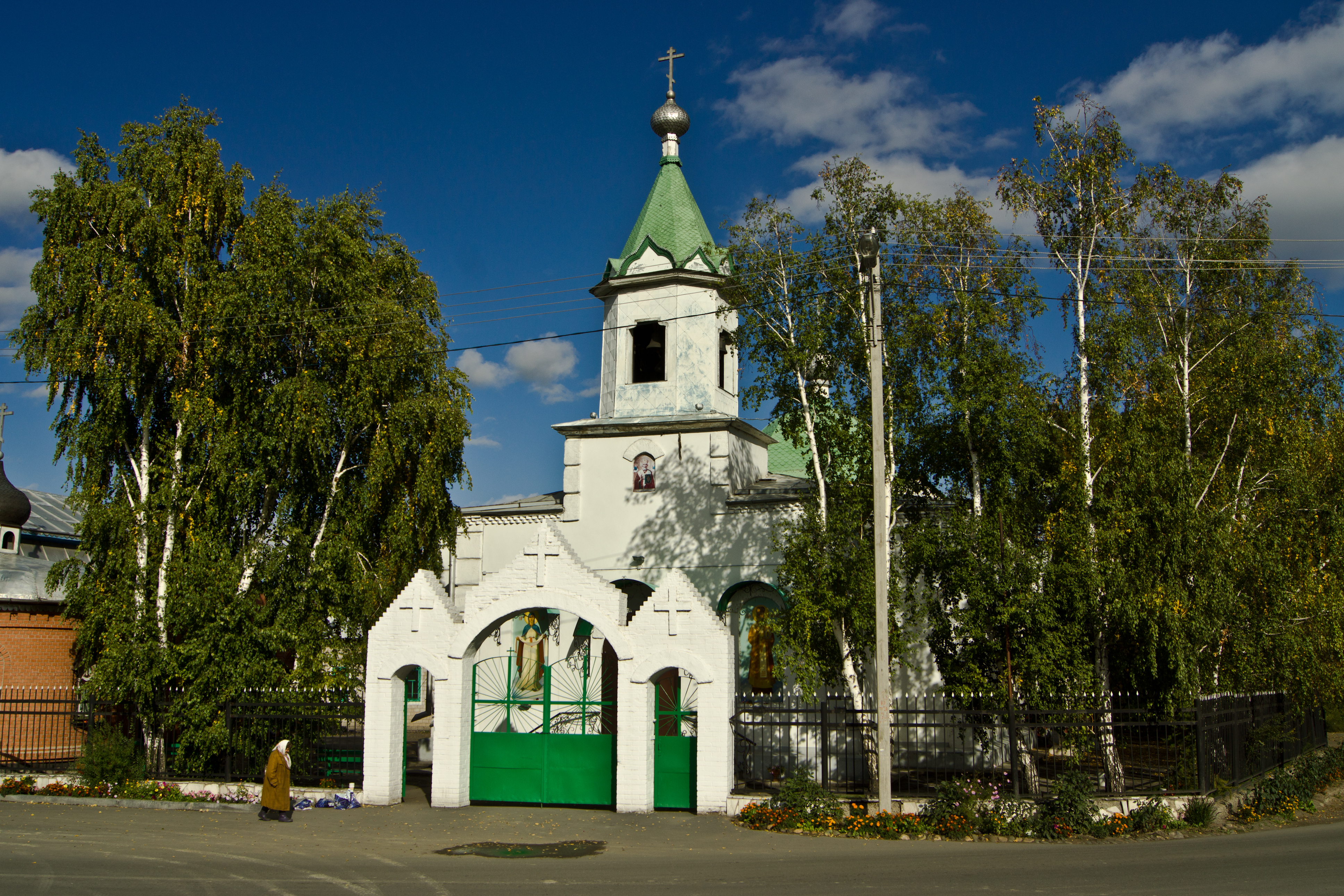
Sankt Nikolai kyrka i Abakan.